# Inquisitor kilburni
Inquisitor kilburni é uma espécie de gastrópode do gênero Inquisitor, pertencente a família Pseudomelatomidae.